# Papillaria cuspidifera
Papillaria cuspidifera là một loài Rêu trong họ Meteoriaceae. Loài này được (Wilson) A. Jaeger miêu tả khoa học đầu tiên năm 1877.